# (9823) Annantalová
(9823) Annantalová – planetoida z pasa głównego asteroid okrążająca Słońce w ciągu 3 lat i 248 dni w średniej odległości 2,38 j.a. Została odkryta 26 marca 1971 roku w Obserwatorium Palomar przez Cornelisa i Ingrid van Houtenów. Nazwa planetoidy pochodzi od Anny Antalovej (ur. 1936), która pracowała w Instytucie Astronomicznym Słowackiej Akademii Nauk w Tatrzańskiej Łomnicy. Przed nadaniem nazwy planetoida nosiła oznaczenie tymczasowe (9823) 4271 T-1.